# Мо Хуэйлань
Мо Хуэйла́нь (кит. упр. 莫慧兰, пиньинь Mò Huìlán; род. 1979) — китайская спортивная гимнастка. Серебряная медалистка Олимпийских игр 1996 года в Атланте в опорном прыжке. Чемпионка мира 1995 года на бревне и неоднократная призёрка чемпионатов мира. Чемпионка КНР 1996 года в абсолютном многоборье.